# 内輪差
内輪差（ないりんさ）とは、四輪車またはそれ以上の車輪を持つ車両がカーブを曲がる際に、回転中心側（＝内輪）の前輪と後輪が描く円弧の半径に生じる差のこと。または、そのような差が生じる現象のことも指す。

## 概要
4輪以上の車輪を持つ自動車は、一般に2つの前輪に舵角を与えてカーブを曲がる。この際、回転運動に伴って前輪が描く円弧に比べて、後輪が描く円弧は半径が小さくなる。回転中心側の車輪（内輪）に着目すると、後内輪は前内輪よりカーブの内側を移動することになる。これが一般に内輪差として知られる現象である。一部の特殊自動車のように後輪で操舵する場合は、前輪より後輪の方が外側を回ることになり、これも内輪差と呼ぶ。
回転中心の逆側（外輪）でも同様に半径の差が現れ、これは外輪差（がいりんさ）と呼ばれる。内輪差は外輪差よりも大きい。
内輪差は回転半径を小さくすると相対的に大きくなり、また自動車のホイールベース（前後輪の車軸間の距離）が長くなるほど大きくなることが知られている。

## 内輪差に起因する事故
乗用車やトラックは一般に前輪操舵を採用しているが、運転者は前輪に近い位置で操舵を行うため、体感的には前輪の回転半径を基準としてカーブを曲がる傾向にある。しかし、後輪はそれより内側を回ることになるため、前輪の位置では避けられたものが後輪の位置で避けられず衝突してしまうということが起こりうる。あるいは、カーブ内側に排水溝などがある場合、予期せぬ脱輪を起こすこともある。
特に交差点においては、左折時（日本・イギリスなど左側通行の国）または右折時（右側通行の国）において、歩道や歩道よりにいる歩行者や軽車両、自動二輪車等に、後輪またはその周辺が衝突してしまう巻き込み事故がしばしば起きる。特に、トレーラーや連節バスは内輪差が通常の車両よりも大きいため、旋回時に内側に入る場合は注意を要する。

## 対策
内輪差によって生じる問題は、ドライバーの意識的な操作による回避策に加えて、様々な対策が提案されている。
- ステアリングを操作するタイミングを遅らせる方法。前輪が交差点に差し掛かったときにステアリングを操作すると内輪差により後輪が内側のものと接触してしまう。そこで前輪が交差点を幾分か通過してからステアリングを操作することによりこれを回避する。
- サイドミラー。ドライバーが後方内側を確認しつつ操舵することにより、後輪と人・物との接触を予防する。
- 方向指示器。主に灯火の点滅により周囲の歩行者等に転回を通知し、対人事故を予防する助けとする。
- 方向指示器に点滅に加えてブザーや合成音声によって周囲の歩行者等に右左折を通知する。
- 安全窓（セーフティウィンドウ）。トラックの助手席側ドアの窓ガラスを横引き開閉にして、下部に安全窓を設けることにより、運転席から左折時の視認性を確保する。
- バスの前扉ガラス拡大化。1970年代までバスの前扉はガラス窓がついているだけだったが、1980年代以降のバスは前扉そのものが窓枠で一面ガラス張りとなり、視認性が向上した。
- 四輪操舵。逆位相式の四輪操舵は内輪差を低減する効果がある。ただしコストや重量面の問題があり、採用している自動車は少ない。
- 歩行者教育。巻き込み事故の原因はもっぱら自動車側にあるものの、歩行者側が積極的に自衛策を講じることで対人事故を予防することもできる。例としては歩道の端に立たない、転回しようとする車両に近づかない、などが挙げられる。上述の方向指示器も、歩行者のこうした自衛手段を助ける機能を持つものと考えられる。

## 誤った対策
誤った対策として、「首振り」と呼ばれる、事前に曲がりたい方向と逆にステアリングを操作して車両とカーブ内側との間に隙間を作って（回転半径を大きくして）から右左折を始めるドライバーがいる。これは道路交通法の「車両は、左折するときは、あらかじめその前からできる限り道路の左側端に寄り、かつ、できる限り道路の左側端に沿つて徐行しなければならない」との定めに反する違法な通行方法であり、内側を空けるような動作になり巻き込み事故を誘発する可能性もあるので、非常に危険でもある。また、途中で歩行者を発見するなどして一時停止すれば道を大きく塞いで交通の円滑をも損ないかねず、さらに、右隣の車線を通行する車両に接触・衝突する危険もある。
「できる限り」との定めなので、大型トラックやバスで狭い路地に入るときなどこの方法によらなければ通行ができない場合は止むを得ないが、普通自動車や軽自動車で普通の道を右左折するにもこの方法で行うドライバーが見られる。信号のあるような交差点は大型トラックやバスが左側一杯に寄せたまま左折できる広さが確保されているので、大型トラックやバスでもこの方法で右左折しなければならない場面はそれほど多くなく、まして乗用車やミニバン程度の車体寸法ではほとんど無いはずである。そのため左折においては、左側端に沿って走行できるような速度まで減速してから進入する必要がある。